# Karel Ferdinand Irmler
Karel Ferdinand Irmler (18. března 1650 Olomouc – ?) byl moravský právník a první profesor světského práva na Olomoucké univerzitě.
Syn olomouckého lékaře. Vystudoval Filosofickou fakultu olomoucké univerzity a Právnickou fakultu v Praze, kde disputoval r. 1674 a 1675 (pod Malanottem). Roku 1678 začal soukromě přednášet právo ve Vídni, v letech 1679 – 1691 pak přednášel v Olomouci; nejprve na Univerzitě v Olomouci, po roztržce s rektorem pokračoval soukromými přednáškami, které si platily moravské stavy. Posléze oslepl.